# Songs from the Liar's Lair
Songs from the Liar's Lair is het vijfde studioalbum van de Finse progressieve rockgroep Ageness. Het album werd op 20 mei 2009 uitgebracht. Ageness deed er meer dan tien jaar over om een opvolger van het album Imageness uit 1998 op te nemen. Ondertussen waren de heren met andere zaken bezig, maar traden af en toe wel op, zoals in 2002 met onder meer John Wetton. In 2002 verscheen een compilatie, genaamd Cleaning the Closets, met demo's en alternatieve opnames.
Het album is opgenomen in de Finnvox Studios in Helsinki en de Mediagents Recording Studios. Voor de laatste track zit 3 minuten stilte.

## Musici
- Tommy Eriksson: zang, toetsinstrumenten, gitaar
- Speedy Saarinen: gitaar, zang
- Kari Saaristo: slagwerk, percussie
- Jari Ukkonen: basgitaar

Gasten:
- Matti Kervinen: zang, toetsen
- Jukka Kulji: hammondorgel op "Liar’s Lair"

## Composities
Alle muziek en teksten zijn geschreven door Ageness. 
| 1.                 | Entering              | 1:11 |
| 2.                 | Martial Arts          | 9:54 |
| 3.                 | The Lie and the Liar  | 7:13 |
| 4.                 | Why Don't You Go Away | 6:38 |
| 5.                 | Sons of Madness       | 5:04 |
| 6.                 | The Lament of Ghosts  | 9:26 |
| 7.                 | Liar's Lair           | 6:19 |
| 8.                 | Naamloos              | 2:51 |
| Totale duur: 46:15 |                       |      |